# 姫松停留場
姫松停留場（ひめまつていりゅうじょう）は、大阪府大阪市阿倍野区帝塚山一丁目にある阪堺電気軌道上町線の停留場。駅番号はHN06。
もと熊野街道と南港通の交点である姫松交差点のすぐ脇にあり、帝塚山や北畠とよばれる地域の一角に存在する。

## 歴史

### 年表
- 1900年（明治33年）11月29日：東天下茶屋 - 上住吉（現在の神ノ木）間の延伸にあわせて開業。
- 2018年（平成30年）駅舎・電柱・停留場レール柱は「阪堺電気軌道と関連施設群」の一部として土木学会選奨土木遺産に選ばれる[1]。

### 駅名の由来
駅名の由来は古今集の「我見ても久しくなりぬ住吉の 岸の姫松いくよへぬらむ」（読み人知らず）であるが、その「岸の姫松」の所在は現在では不明である。元は、住吉大社の海岸沿い一帯に生えていた松であるという。
蜀山人は、「住吉の新田増えてとしどしに あとずさりする岸の姫松」と詠み、鯛屋貞柳は、「我見ても久しくなりぬ住吉の あとずさりする岸の姫松」と詠んでいることから、名の由来になった姫松は古くより開発のあおりを受け、その勢いは、年々小さくなっていると言える。
駅の西側に住吉町時代の字名として「姫松町」が確認できる。また現在の晴明丘南小学校北縁から西成区玉出小学校北側を経て十三間堀川にいたる街路はかつて「姫松通」と呼ばれ、このうち西成区内の阪堺線より西方の街路南北一帯の町名は、1926年の旧・玉出町内町名改正から1973年の街路表示変更まで「姫松通（一〜五丁目）」であった。現在の玉出東2丁目、玉出中2丁目、玉出西2丁目の大半に相当する。

## 停留場構造

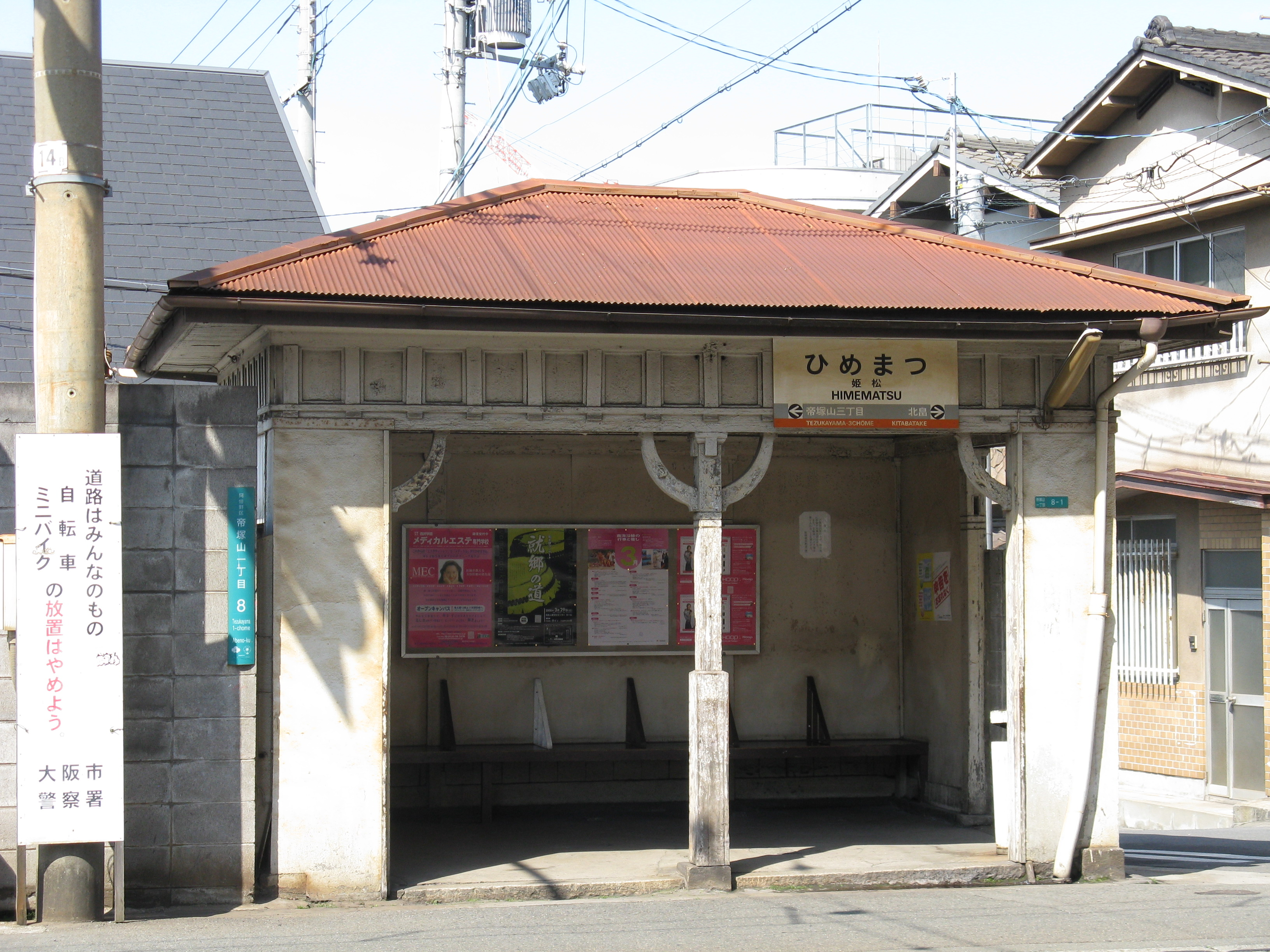
待合室（2008年3月）

相対式ホーム2面2線。ホームは上下線とも姫松交差点の北側にあり、斜め向かいに配置されている。また、放置自転車に埋もれていることが多いが、天王寺駅前行き安全地帯すぐ横の交差点角（阿倍野区帝塚山一丁目8番地1号の位置）に待合室がある。

### のりば
| 上り | ■上町線 | 天王寺駅前方面                          | 天王寺駅前 行           |
| 下り | ■上町線 | 住吉・我孫子道・浜寺駅前方面 阪堺線直通 | 我孫子道 行 浜寺駅前 行 |

## 停留場周辺
- 帝塚山病院
- 関西社会福祉専門学校
- 関西電力帝塚山変電所
- 三菱UFJ銀行北畠支店 - 1979年（昭和54年）に発生した三菱銀行人質事件の現場。
- やまや帝塚山店
- マツモトキヨシ帝塚山店
- ロイヤルホスト帝塚山店

この他にも、南港通沿いには地元で有名な「ポアール」（洋菓子店）や「フォルマ」（チーズケーキ専門店）、上町線沿いには「ラグタイム」（ジャズライブハウス）、「福寿堂秀信」（和菓子店）などが点在している。小規模な飲食店も数多くある。

## バス路線
最寄停留所は姫松となる。以下の路線が乗り入れ、大阪シティバスにより運行されている。
- 3号系統：出戸バスターミナル行 / 地下鉄住之江公園行
- 25号系統：住吉車庫前行 / 地下鉄住之江公園行

過去には赤バス（住吉ループ）の東粉浜一丁目南行も停車していた。ほか近隣に阿倍野区社会福祉協議会停留所もあり赤バス（阿倍野ループ）が停車していたが、どちらも2013年3月31日をもって廃止された。

## 隣の停留場
阪堺電気軌道
■上町線
北畠停留場 (HN05) - 姫松停留場 (HN06) - 帝塚山三丁目停留場 (HN07)
- （）内は駅番号を示す。